# Обсерватория Дезерт-Бивер
Обсерватория Дезерт-Бивер — астрономическая обсерватория, основанная в 2000 году в городе Элой (штат Аризона, США).

## Руководители обсерватории
- Уильям Кхуон Ю Ён

## Инструменты обсерватории
- 0.45-m рефлектор[1].

## Направления исследований
- открытие астероидов;
- астрометрические наблюдения малых тел Солнечной системы.

## Основные достижения
- открыто 237 астероидов с 2000 по 2001 год, которые впоследствии получили постоянные обозначения[2];
- 7670 астрометрических измерений опубликовано с 2000 по 2001 год[3].